# Flying Colors (banda)
Flying Colors es un grupo estadounidense formado por Mike Portnoy (Dream Theater, Transatlantic y Adrenaline Mob), Dave LaRue (ex Dixie Dregs, Joe Satriani, Steve Morse Band), Casey McPherson (Alpha Rev), Neal Morse (ex Spock's Beard, Transatlantic ) y Steve Morse (ex Dixie Dregs, Kansas y Deep Purple).

### Historia
La idea original de formar este super grupo nace en el año 2008 por parte del productor ejecutivo Bill Evans, quien se acercó a Neal Morse y al resto de los músicos con la propuesta de crear una banda cuya música combine lo sofisticado del rock progresivo con lo simplista del "mainstream". El único miembro que no fue contactado inicialmente fue Casey McPherson, quien fuera sugerido por Mike Portnoy luego de que Evans evaluara a más de 100 cantantes para ocupar el puesto. 
Finalmente, para completar el equipo, se conctactó a Peter Collins (Bon Jovi) quien se encargó de producir el álbum debut en el año 2012.

## Miembros actuales
- Mike Portnoy - Batería, Percusión, Voz (Coros)
- Steve Morse - guitarra acústica, guitarra eléctrica
- Casey McPherson - Vocalista - guitarra acústica - guitarra eléctrica
- Neal Morse - Teclados, guitarra acústica, Voz (Segunda voz, Coros)
- Dave LaRue - Bajista

## Discografía

#### Discos de estudio
- Flying Colors (2012)

| Canciones                                |
| ---------------------------------------- |
| 01 : Blue Ocean (7:05)                   |
| 02 : Shoulda Coulda Woulda (4:32)        |
| 03 : Kayla (5:20)                        |
| 04 : The Storm (4:53)                    |
| 05 : Forever in a Daze (3:56)            |
| 06 : Love is What I’m Waiting For (3:36) |
| 07 : Everything Changes (6:55)           |
| 08 : Better Than Walking Away (4:57)     |
| 09 : All Falls Down (3:22)               |
| 10 : Fool in My Heart (3:48)             |
| 11 : Infinite Fire (12:02)               |

- Second Nature (2014)

| Canciones |
| --- |
| 01 : Open Up Your Eyes (12:24) |
| 02 : Mask Machine (6:06) |
| 03 : Bombs Away (5:03) |
| 04 : The Fury Of My Love (5:10) |
| 05 : A Place In Your World (6:25) |
| 06 : Lost Without You (4:46) |
| 07 : One Love Forever (7:17) |
| 08 : Peaceful Harbor (7:01) |
| 09 : Cosmic Symphony (11:46) - I. "Still Life of the World" — 3:15 - II. "Searching for the Air" — 2:58 - III. "Pound for Pound" — 5:33 |

- Third Degree (2019)

| Canciones | Título              | Duración |
| --------- | ------------------- | -------- |
| 1.        | "The Loss Inside"   | 5:50     |
| 2.        | "More"              | 7:09     |
| 3.        | "Cadence"           | 7:40     |
| 4.        | "Guardian"          | 7:10     |
| 5.        | "Last Train Home"   | 10:31    |
| 6.        | "Geronimo"          | 5:19     |
| 7.        | "You Are Not Alone" | 6:21     |
| 8.        | "Love Letter"       | 5:09     |
| 9.        | "Crawl"             | 11:14    |

#### Discos en vivo/directo
| Track | Título                                      | Duración |
| ----- | ------------------------------------------- | -------- |
| 1     | "Blue Ocean"                                | 7:29     |
| 2     | "Shoulda Coulda Woulda"                     | 6:04     |
| 3     | "Love Is What I'm Waiting For"              | 5:20     |
| 4     | "Can't Find The Way" (Endochine cover)      | 6:01     |
| 5     | "The Storm"                                 | 6:01     |
| 6     | "Odyssey" (Dixie Dregs cover)               | 6:52     |
| 7     | "Forever in a Daze"                         | 4:28     |
| 8     | "Hallelujah" (Leonard Cohen cover)          | 5:18     |
| 9     | "Better Than Walking Away"                  | 5:02     |
| 10    | "Kayla"                                     | 7:05     |
| 11    | "Fool in my Heart"                          | 3:46     |
| 12    | "Spur of the Moment" (Dave Larue bass solo) | 1:26     |
| 13    | "Repentance" (Dream Theater cover)          | 5:06     |
| 14    | "June" (Spock's Beard cover)                | 5:58     |
| 15    | "All Falls Down"                            | 3:53     |
| 16    | "Everything Changes"                        | 8:03     |
| 17    | "Infinite Fire"                             | 12:17    |

| Track | Título                            | Duración |
| ----- | --------------------------------- | -------- |
| 1     | "Overture"                        | 1:28     |
| 2     | "Open Up Your Eyes"               | 12:16    |
| 3     | "Bombs Away"                      | 4:57     |
| 4     | "Kayla"                           | 5:19     |
| 5     | "Shoulda Coulda Woulda"           | 5:18     |
| 6     | "The Fury of my Love"             | 5:34     |
| 7     | "A Place in Your World"           | 6:05     |
| 8     | "Forever in a Daze"               | 4:22     |
| 9     | "One Love Forever"                | 7:22     |
| 10    | "Colder Months" (Alpha Rev cover) | 3:48     |
| 11    | "Peaceful Harbor"                 | 6:43     |
| 12    | "The Storm"                       | 5:09     |
| 13    | "Cosmic Symphony"                 | 12:35    |
| 14    | "Mask Machine"                    | 7:03     |
| 15    | "Infinite Fire"                   | 12:47    |

| Track | Título                  | Duración |
| ----- | ----------------------- | -------- |
| 1     | "Blue Ocean"            | 7:51     |
| 2     | "A Place in Your World" | 6:00     |
| 3     | "The Loss Inside"       | 5:39     |
| 4     | "More"                  | 6:54     |
| 5     | "Kayla"                 | 5:22     |
| 6     | "Geronimo"              | 5:13     |
| 7     | "You Are Not Alone"     | 6:13     |
| 8     | "Forever In a Daze"     | 4:02     |
| 9     | "Love Letter"           | 5:09     |
| 10    | "Peaceful Harbor"       | 9:00     |
| 11    | "Crawl"                 | 11:49    |
| 12    | "Infinite Fire"         | 11:56    |
| 13    | "Cosmic Symphony"       | 12:53    |
| 14    | "The Storm"             | 5:07     |
| 15    | "Mask Machine"          | 8:02     |

| Track | Título                  | Duración |
| ----- | ----------------------- | -------- |
| 1     | "Blue Ocean"            | 7:37     |
| 2     | "A Place in Your World" | 7:09     |
| 3     | "More"                  | 6:51     |
| 4     | "Kayla"                 | 5:47     |
| 5     | "You Are Not Alone"     | 6:08     |
| 6     | "Forever in a Daze"     | 4:07     |
| 7     | "The Fury of My Love"   | 7:25     |
| 8     | "Crawl"                 | 11:25    |
| 9     | "Peaceful Harbor"       | 10:37    |
| 10    | "Infinite Fire"         | 12:35    |
| 11    | "Cosmic Symphony"       | 12:48    |
| 12    | "The Storm"             | 4:46     |
| 13    | "Mask Machine"          | 7:48     |